# Плейтест
Дизайн-тестування чи плейтест (англ. playtest) - це процес, за допомогою якого дизайнер ігор тестує нову гру на наявність помилок та недоліків дизайну, перш ніж випустити її на ринок. Дизайн-тестування можна запускати "відкритим", "закритим", "бета" чи іншим чином, і вони дуже поширені серед настільних ігор, колекційних карткових ігор, рольових ігор та відеоігор, для яких вони стали складовою частиною процесу контролю якості. Особа, що бере участь у тестуванні гри, називається дизайн-тестувальником.
Відкрите дизайн-тестування може бути визнане відкритим для всіх охочих приєднатися до нього, або ж воно може стосуватися дизайнерів ігор, набираючи тестерів не з дизайнерської групи. Перспективні тестери, як правило, повинні заповнити анкету або надати свою контактну інформацію, щоб їх кандидатура була розглянута на предмет участі. Закрите ігрове тестування - це внутрішній процес тестування, недоступний для громадськості. Бета-тестування, як правило, стосується прикінцевих етапів тестування безпосередньо перед виходом продукту на ринок, і часто проводиться напіввідкритими з обмеженою формою гри для того, щоб знайти будь-які проблеми в останню хвилину. З усіма формами ігрового тестування не рідко вимагається, щоб учасники підписали угоду про нерозголошення інформації, щоб захистити авторські права ігрового дизайнера.
Слово "плейтест" часто використовується в неофіційних ситуаціях, коли гру тестує група гравців для їх особистого користування, або для позначення ситуації, коли тестується нова стратегія чи механіка гри. Дизайн-тестування є частиною юзабіліті-тестування в процесі розробки ігор. 

## Відеоігри
У індустрії відеоігор дизайн-тестування стосується процесу висвітлення гри у розробці (або деяких її конкретних частин) цільовій аудиторії для виявлення потенційних недоліків дизайну та збору відгуків. Дизайн-тести також використовуються, щоб підтвердити, що продукт буде комерційно спроможним після випуску, надаючи споживачам можливість грати в гру та висловлювати свою думку. Дизайн-тестування не слід плутати з тестуванням забезпечення якості (QA), при якому професійні тестери шукають і повідомляють про специфічні помилки програмного забезпечення, які слід виправити команді розробників.

## Рольові ігри
Через природу текстових RPG, на відміну від відеоігор, дизайн-тести RPG, як правило, більше зосереджуються на забезпеченні збалансованості механіки гри та безперебійному перебігу гри. Це поширеніша практика, щоб побачити зворотний зв'язок від гравців, для підправлення ігрової механіки, це зазвичай легше зробити з RPG, ніж із відеогрою.
Прикладом рольової гри, що була сильно піддана дизайн-тестуванню, є 5-е видання Dungeons & Dragons. Для цієї гри Wizards of the Coast (WotC) використовував відкрите дизайн-тестування з волонтерами з їхньої інтернет-спільноти, щоб оцінити гру в процесі її розробки.   Нові пакети дизайн-тестування були роздані тестувальникам, коли WotC опрацював гру. WotC зосереджував свою увагу на результатах цього тестування завдяки неоднозначним реакціям, які отримали правила 4-го видання,  демонструючи ще одну перевагу дизайн-тестування: допомагаючи підтвердити, що кінцевий продукт матиме комерційний успіх. Процес дав відгуки WotC щодо того, які аспекти гри потребують модифікації чи перероблення.  

## Настільні ігри
В індустрії настільних ігор дизайн-тестування стосується як відгуку, зібраного в процесі раннього проєктування, так і пізнього розкриття цільової аудиторії видавцем гри. Основні типи тестування настільних ігор включають локальне тестування - де дизайнер, розробник або представник видавця модерує тест особисто та дистанційне тестування, коли групи отримують копії гри або файли для складання власної версії. 

## Інші ігри
Концепція дизайн-тестування перенесена на повноцінний спорт. Джим Фостер, винахідник і засновник футбольної ліги Arena, випробував свою концепцію внутрішнього футболу в спеціальній разовій грі в 1986 році. Ця гра була організована на замовлення NBC з метою перевірки життєздатності концепції гри.  Команди Rockford Metros та Chicago Politicians зіграли в Рокфорді, штат Іллінойс. Тест виявився успішним, і чотири команди розпочали перший сезон ліги наступного року.

## Недоліки
Найнебезпечнішим ризиком дизайн-тестування є те, що файли дизайн-тестової версії можуть витекти в Інтернет, особливо якщо це відеоігра чи щось, представлене в електронному форматі. Є способи запобігти цьому; наприклад, вимагати від усіх гравців входу на сервери гри до її запуску, або впровадження інших форм DRM.
Навіть якщо не буде витоку ігрових даних, подробиці щодо її ігрового процесу все одно можуть бути розповсюджені. Цілком імовірно, що під час відкритого дизайн-тестування, навіть там, де тестувальники підписували угоду про нерозповсюдження, деякі подробиці потраплять в Інтернет. Це є основним ризиком для компаній, які бажають зберегти таємницю, особливо в країнах, де немає можливості запобігти витоку.

## Дивіться також
- Контроль якості
- Тестування програмного забезпечення
- Приймальне тестування